# Nadina Bulicioff
Nadina Bulicioff (Nijni Nóvgorod, Rússia, 1855 o 1858 - Milà, 10 de maig de 1921) fou una soprano operística russa establerta a Itàlia. El seu nom es troba en hemeroteques i altres publicacions com ara Nadia, Nadian, Nadina o Nadine i el seu cognom també amb diverses grafies, com ara Boulicioff, Bolicioff, Boulichof i els femenis Buliciova, Boliciova o Bouliciova.

## Biografia
Va néixer a la ciutat russa de Nijni Nóvgorod. Va fer els estudis de música a Viena amb Mathilde Marchesi i posteriorment a Itàlia.
Va debutar el 1880 interpretant el paper de Rachel de l'òpera La Juive de Fromental Halévy al Teatro Sociale de la ciutat italiana de Màntua. El mateix any va aparèixer al Teatro Regio de Torí, on va estrenar el 31 de gener de 1880 el paper d'Ulla de l'òpera Elda d'Alfredo Catalani, al costat del cantant polonès Édouard de Reszke i del tenor italià Enrico Barbacini.
El 1882 va cantar al Teatro Comunale de Mòdena el doble paper de Margherita-Elena de l'òpera Mefistofele d'Arrigo Boito i al Teatro Comunale de Bolonya el d'Elsa de Lohengrin de Richard Wagner, el de Margherite de Faust de Charles Gounod. El mateix any va interpretar al Teatre Costanzi de Roma el paper de Margherite de Faust, amb Gaetano Ortisi com a Faust i Enrico Cherubini com a Mefistofele. A Mòdena, també el 1882, va cantar Mefistofele al Teatro Municipale, el mes de desembre. El 8 de desembre de 1882 va participar en l'estrena de l'òpera Flora Mac-Donald de John Urich.
L'any 1883 va interpretar a Mòdena les òperes Mefistofele i Robert le diable de Giacomo Meyerbeer. A continuació va marxar a Barcelona, on va participar en la temporada de primavera 1883 del Gran Teatre del Liceu, cantant el paper de Margherite de Faust a partir del 20 d'abril de 1884, dia del seu debut al teatre, i el 6 de maig cantà Lohengrin. En la primera d'aquestes òperes va debutar també al Liceu el baix olotí Pau Meroles. El juliol del mateix any va cantar L'Africaine al Teatro Comunale de Faenza, Itàlia.
Va actuar al Teatro della Pergola de Florència el 1884 en l'òpera Mefistofele i el 1885 en el paper principal de Maria di Rohan de Gaetano Donizetti, paper que repetí el mateix any al Teatro Costanzi de Roma. Aquell any de 1885 va ser contractada pel Teatro Real de Madrid, en una companyia d'òpera italiana. En aquest teatre va participar en l'estrena d'una òpera espanyola, El príncipe de Viana, amb música de Tomás Fernández Grajal sobre llibret de Mariano Capdepont. Hi va participar també en Faust, Aida de Giuseppe Verdi, L'Africaine, Il trovatore de Verdi i Lohengrin.
El 1886 al Teatro San Carlo de Nàpols va interpretar La figlia di Jefte de Giorgio Miceli, Poliuto de Donizetti i Aida. El mateix any va fer una gira per Amèrica del Sud, participant en escenaris d'òpera de São Paulo, al Teatro San José, i de Rio de Janeiro. En aquesta gira interpretar Il trovatore, La figlia di Jefte, Aida, Faust, el paper principal de La Gioconda d'Amilcare Ponchielli, el d'Isabella de Salvator Rosa d'Antônio Carlos Gomes i La Gioconda. En Rio de Janeiro moltes de les representacions van tenir com a espectadors a membres de la família imperial de Pere II del Brasil. La companyia italiana, gestionada per Claudio Rossi, es va dissoldre per problemes econòmics abans d'acabar la temporada, constituint-se els cantants en companyia auto-gestionada per a poder continuar i oferint concerts per poder recaptar fons. Al llarg de la temporada de Rio de Janeiro el director de l'orquestra, el brasiler Leopoldo Miguez, va abandonar la companyia i es va fer càrrec de la direcció musical un jove músic de 19 anys que exercia a la companyia d'ajudant del director del cor: Arturo Toscanini. Sense més experiència de direcció que la de cors -mai havia dirigit una orquestra- Toscanini es va fer càrrec de la direcció musical al llarg de la resta de la temporada.
De retorn a Itàlia, va cantar Mefistofele al Teatro Regio de Parma el desembre de 1886. El 1887 al Teatro Giglio de Lucca va interpretar La Gioconda, paper que va repetir el 1890 al Teatro Bellini de Catània. El 1888 va actuar al Teatro Cornunale de Reggio de l'Emília en Mefistofele i al Teatre Nuovo de Pisa en l'òpera Mignon d'Ambroise Thomas. Aquell mateix any va participar en l'estrena al Teatro Metastasio de Prato de l'òpera Ivanhoe d'Attillio Ciardi (1834-1905), basada en la novel·la homònima de Walter Scott, interpretant Nadina el paper de Rovena.
Les temporades 1889-1890 i 1890-1891 va actuar al Teatro San Carlos de Lisboa. També, el 1889 va cantar Mefistofele al Teatro Municipale de Reggio de l'Emília i l Teatro Grande de Brescia.
Va tornar al Gran Teatre del Liceu la temporada d'hivern 1891-1892, participant en L'ebrea (La juive) de Fromental Halévy, òpera que alternà amb Teresa Arkel al llarg de la temporada, Lohengrin, alternant amb Carme Bonaplata, i L'Africaine de Meyerbeer. Va cantar també el paper d'Aida de l'òpera homònima de Verdi el desembre de 1891, en la representació a benefici de Carme Bonaplata, al trobar-se malalta la soprano barcelonina, que havia d'interpretar aquest paper. En aquesta temporada va interpretar en el seu concert de benefici el paper de Micaela de l'òpera Carmen de Georges Bizet.
El 1892 va interpretar al Teatro Comunale de Bolonya el paper de Valentine a Les Huguenots de Meyerbeer i el de Rachel de L'ebrea (La juive), ambdues òperes el mes de novembre. A Palma va interpretar Mefistofele el mes de juny, al Teatre Principal.
Va tornar el 1895 al San Carlo de Nàpols a interpretar el paper de Sieglinde de l'òpera Die Walküre de Wagner el mes de desembre. El mateix any, l'u de juliol, havia mort als onze mesos d'edat el seu fill, Angelo Caldeira, fill del baix portuguès Innocencio Caldeira, amb qui s'havia casat temps enrere.
El 18 d'abril de 1896 va interpretar el paper principal de Doña Flor de Niccolò van Westerhout en l'estrena de l'obra a un teatre aixecat expressament per honorar el compositor a Mola di Bari: el Teatro van Westerhout.
El 1898 va interpretar al Teatro Comunale de Piacenza el paper d'Elisabeth del Tannhäuser de Wagner i el de Selika de l'Africaine de Meyerbeer, 1899 al Teatre Politeama de Gènova.
L'última referència en hemeroteques de la seva activitat com a cantant correspon a un concert amb el seu marit a Lisboa, el març de 1903.
Un cop retirada dels escenaris va obrir una escola de cant a Milà, on morí l'any 1921.

## Bulicioff i l'esclavitud

Llei Àuria del 13 de maig de 1888 que abolia l'esclavitud al Brasil.

En la pel·lícula de 1988 Il giovane Toscanini, del director italià Franco Zeffirelli, l'actriu Elizabeth Taylor interpretà el paper de la soprano Nadina Bulicioff, en una acció ocorreguda al llarg de la temporada de 1886 a Rio de Janeiro. En aquesta pel·lícula, Arturo Toscanini, llavors un jove de dinou anys, criticava durament Bulicioff per la seva manera de cantar i a més pel fet de tenir esclaus amb ella. Segons la pel·lícula, Nadina era aleshores amant de l'emperador Pere II del Brasil. La crítica italiana va dir de la pel·lícula que no era pas ni verídica ni un invent del realitzador italià.
El cert és que el març de 1887 la publicació mexicana Álbum de la Mujer va editar un article sobre la soprano tot indicant que ella havia demanat que, en el concert de la temporada de Rio de Janeiro en benefici seu, no li regalessin joies ni altra mena d'obsequis ni flors, sinó només diners que ella empraria en alliberar esclaus. Aquest concert de benefici va tenir lloc el 10 d'agost de 1886 al Teatro Pedro II, amb presència de la família Imperial, diplomàtics d'altres països i de les classes benestants de la ciutat. Es va representar Aida, una òpera on la trama fa que es vegin a l'escenari nombrosos esclaus, i a la finalització del tercer acte Nadia Bulicioff entregà la carta de llibertat a set esclaves.
«Cuando desaparezca hasta el último vestigio de esclavitud odiosa en el Brasil, el nombre de la célebre primadona rusa fulgurará al lado de los más ardientes defensores de la más santa y noble de las causas»
El 22 d'agost es va organitzar un gran festival abolicionista al Teatro Lucinda de Rio de Janeiro, al llarg del qual el polític Manuel Pinto de Sousa Dantas va lliurar a Nadina Bulicioff un diploma de sòcia benemèrita de la Confederação Abolicionista, en presència d'un altre dels més importants abolicionistes brasilers, José do Patrocínio, que era fill d'una esclava. L'acte va incloure també una part de concert, a la qual Nadina Bulicioff va interpretar algunes àries, al costat d'altres cantants de la companyia.
L'esclavitud fou abolida al Brasil per la Llei Àuria, oficialment Llei número 3353, el 13 de maig de 1888. L'emperador, molt malalt ja en aquella època, es trobava llavors a Milà i no retornaria a Rio de Janeiro fins al 22 d'agost següent, sent llavors aclamat per l'abolició. La seva filla, la princesa Isabel del Brasil, regent quan el maig de 1888 per l'absència de son pare, va rebre el sobrenom de La Redemptora.

## Repertori
| Òpera                | Rol                | Compositor             |
| -------------------- | ------------------ | ---------------------- |
| La juive             | Rachel             | Fromental Halévy       |
| Carmen               | Micaela            | Georges Bizet          |
| Elda                 | Ulla               | Alfredo Catalani       |
| Ivanhoe              | Rovena             | Attillio Ciardi        |
| Mefistofele          | Margherita / Elena | Arrigo Boito           |
| Lucrezia Borgia      | Lucrezia Borgia    | Gaetano Donizetti      |
| Maria di Rohan       | Maria di Rohan     | Gaetano Donizetti      |
| Poliuto              |                    | Gaetano Donizetti      |
| El príncipe de Viana |                    | Tomás Fernández Grajal |
| Salvator Rosa        | Isabella           | Antônio Carlos Gomes   |
| Faust                | Margherite         | Charles Gounod         |
| L'ebreo              | Leila              | Giuseppe Apolloni      |
| Cavalleria rusticana | Santuzza           | Pietro Mascagni        |
| Manon                | Manon              | Jules Massenet         |
| La Gioconda          | Gioconda           | Amilcare Ponchielli    |
| L'Africaine          | Selika             | Giacomo Meyerbeer      |
| Gli Ugonotti         | Valentine          | Giacomo Meyerbeer      |
| Robert le diable     | Isabelle           | Giacomo Meyerbeer      |
| La figlia di Jefte   |                    | Giorgio Miceli         |
| Mignon               | Mignon             | Ambroise Thomas        |
| Flora Mac-Donald     | Flora Mac-Donald   | John Urich             |
| Aida                 | Aida               | Giuseppe Verdi         |
| Il trovatore         | Leonora            | Giuseppe Verdi         |
| Lohengrin            | Elsa von Brabant   | Richard Wagner         |
| Tannhäuser           | Elisabeth          | Richard Wagner         |
| Die Walküre          | Sieglinde          | Richard Wagner         |
| Doña Flor            | Doña Flor          | Niccolò van Westerhout |